# Carrington (film)
Carrington är en brittisk-fransk biografisk dramafilm från 1995 i regi av Christopher Hampton. Filmen handlar om den engelska konstnären Dora Carrington (1893–1932), känd som "Carrington". Manuset är baserat på Michael Holroyds biografi Lytton Strachey: A Critical Biography, om författaren och kritikern Lytton Strachey (1880–1932). Emma Thompson spelar titelrollen, och filmen fokuserar på dennes relation med Strachey, spelad av Jonathan Pryce, men även med övriga medlemmar i Bloomsburygruppen.

## Rollista i urval
- Emma Thompson – Dora Carrington
- Jonathan Pryce – Lytton Strachey
- Steven Waddington – Ralph Partridge
- Samuel West – Gerald Brenan
- Rufus Sewell – Mark Gertler
- Penelope Wilton – Lady Ottoline Morrell
- Janet McTeer – Vanessa Bell
- Peter Blythe – Phillip Morrell
- Jeremy Northam – Beacus Penrose
- Alex Kingston – Frances Partridge
- Sebastian Harcombe – Roger Senhouse
- Richard Clifford – Clive Bell
- David Ryall – Mayor
- Annabel Mullion – Mary Hutchinson